# ВМРО – Народна партия
Вижте пояснителната страница за други значения на ВМРО.
Вътрешна македонска революционна организация – Народна партия (на македонска литературна норма: Внатрешна македонска револуционерна организација – Народна партија, ВМРО-НП) е политическа партия от Северна Македония. Партията е с християн-демократическа ориентация, като работи за влизането на Северна Македония в НАТО и Европейския съюз.
ВМРО-НП е сред основните критици на ВМРО-ДПМНЕ, конкретно за проекта „Скопие 2014“ и неуспешните преговори по спора за името на страната с Гърция.

## История
Партията е основана от Любчо Георгиевски, след като се отказва от председателския пост на ВМРО-ДПМНЕ през 2003 г. Любчо Георгиевски е „неформален лидер“ на ВМРО-НП, докато първи председател е Весна Яневска, а след нея Георги Трендафилов. На парламентарните избори през 2006 г. ВМРО-НП получава 57 204 гласа или 6,1% от общия вот, като получава шест депутатски места. Заради несъгласие с политиката на партията през март 2007 г., депутатът Георги Оровчанец напуска партията, а през юни 2007 г. от нея са изключени депутатите Весна Яневска и Валентина Божиновска.
На предсрочните парламентарни избори в Северна Македония през 2011 г., ВМРО-НП получава 28 217 гласа или 2,51% от общия вот, като не успява да вкара собствени депутати в народното събрание. До 1 февруари 2012 г. председател на партията е Мариян Додовски, който обаче я напуска и се присъединява към ВМРО-ДПМНЕ. На 15-ия извънреден конгрес на партията от 26 февруари, Любчо Георгиевски е избран на негово място за председател, но съдът в Северна Македония отказа да впише приетите промени. Според Любчо Георгиевски това е опит на управляващата партия да се саморазправи с опозицията. Половин година по-късно Любчо Георгиевски все пак е вписан като председател на ВМРО-НП.
На предсрочните парламентарни избори през 2014 г. получава само 16 772 гласа или 1,5% от общия вот и нито един мандат. На предсрочните парламентарни избори от декември 2016 г. е част от коалиция „ВМРО за Македония“, като печели 24 505 гласа или 2,06% от общия вот, не печели места в парламента.